# Гай Плавтий Прокул
Гай Пла́втий Проку́л (лат. Caius Plautius Proculus; умер после 356 года до н. э.) — политический деятель эпохи Римской республики.
Происходил из плебейского рода Плавтиев. В 358 году до н. э. Прокул был избран консулом вместе с Гаем Фабием Амбустом. В своё консульство он вёл успешную войну против герников, за что получил триумф. В 356 году до н. э. Прокул был назначен начальником конницы диктатором Гаем Марцием Рутилом.
Предположительно, сыном Гая Плавтия мог быть консул 328 года до н. э.